# Ms. Pac-Man
Ms. Pac-Man (ミズ・パックマン Mizu Pakkuman?) är ett arkadspel som tillverkades av Midway Manufacturing, och släpptes i Nordamerika 1981. Spelet innehåller en kvinnlig huvudperson, och blev en stor framgång i arkadhallarna.

### Fotnoter
1. ↑  Ms. Pac-Man Videogame by Midway (1981) - The International Arcade Museum and the KLOV